# Alfred-Isidore Piébourg
Alfred-Isidore Piébourg, né Chartres à le 3 janvier 1815 et mort le 28 novembre 1902 à Chartres est un architecte français.

## Biographie
Après des études secondaires à Chartres, Alfred-Isidore Piébourg se rend à Paris pour y étudier l’architecture. Il est admis à l’École des beaux-arts, où il devient l’élève de l’architecte Jean-Nicolas Huyot. Il quitte l’école en 1839 et revient à Chartres, sa ville natale.
En 1850, il est nommé architecte de la ville de Chartres, poste qu’il occupe jusqu’au 15 octobre 1875. Durant ses vingt-cinq années de fonctions municipales, il supervise de nombreux projets importants, dont l’école Saint-Ferdinand (1858), le théâtre municipal (1859-1861), ou bien encore le musée et la bibliothèque intégrés à l’hôtel de ville (1870).
Parallèlement à ses fonctions publiques, il mène une activité privée prolifique, réalisant de nombreux bâtiments civils : écoles, mairies, presbytères, habitations privées, bâtiments ruraux, moulins, fermes. Parmi ses œuvres notables figure le château de Marcouville, situé dans le canton de Brezolles (Eure-et-Loir).
Membre de la Société centrale des architectes français depuis le 26 décembre 1852, il reste affilié à cette organisation pendant un demi-siècle. Bien qu’il ait pratiquement cessé d’exercer lorsqu’est fondée la Caisse de défense mutuelle des architectes, il choisit d’en être l’un des premiers adhérents.
Il décède à Chartres le 28 novembre 1902, quelques mois après la mort de son fils, Alfred-Étienne Piébourg, survenue le 30 mai de la même année.

## Principales réalisations
- Mairie-école de Pontgouin (1854-1860)[6].
- École Saint-Ferdinand de Chartres (actuelle école Maurice de Vlaminck), 7 boulevard Adelphe Chasles, Chartres (1858)[3],[5].
- Théâtre Municipal de Chartres (1859-1861),  Inscrit MH (1984)[7].
- Le musée et la bibliothèque dans l'hôtel de ville de Chartres (1870-1879)[3].
- Succursale de la Banque de France à Chartres avec les architectes Alfred-Étienne Piébourg et Jean Charles Laisné (1875)[3].
- École de filles de l'hospice de La Ferté-Vileneuil (1873-1877)[3].
- Château de Marcouville à Vitray-sous-Brezolles[3].
- École et mairie de Beauche (1874-1882)[3],[8].

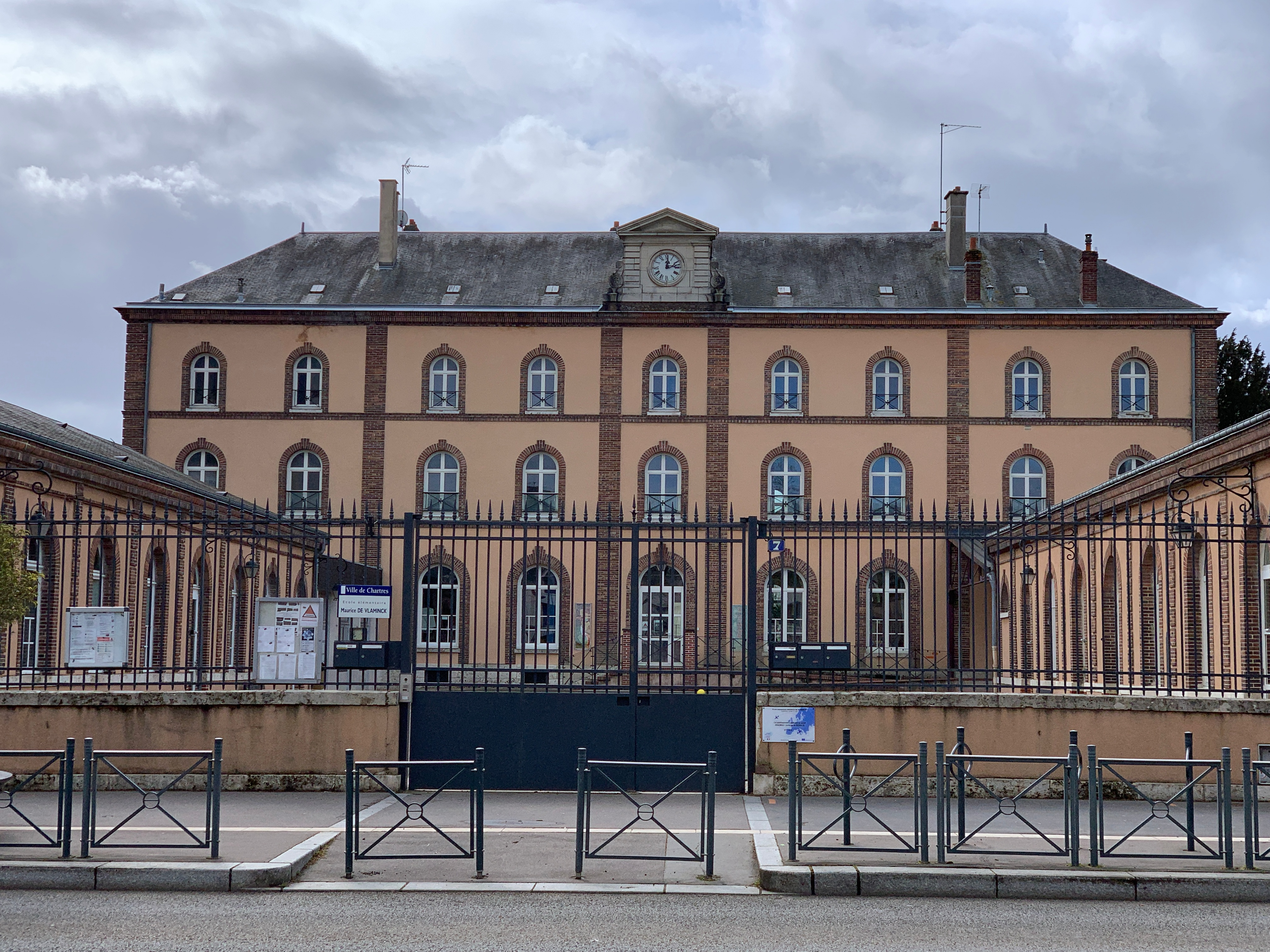
École Saint-Ferdinand de Chartres, actuelle école Maurice Vlaminck, 1858.
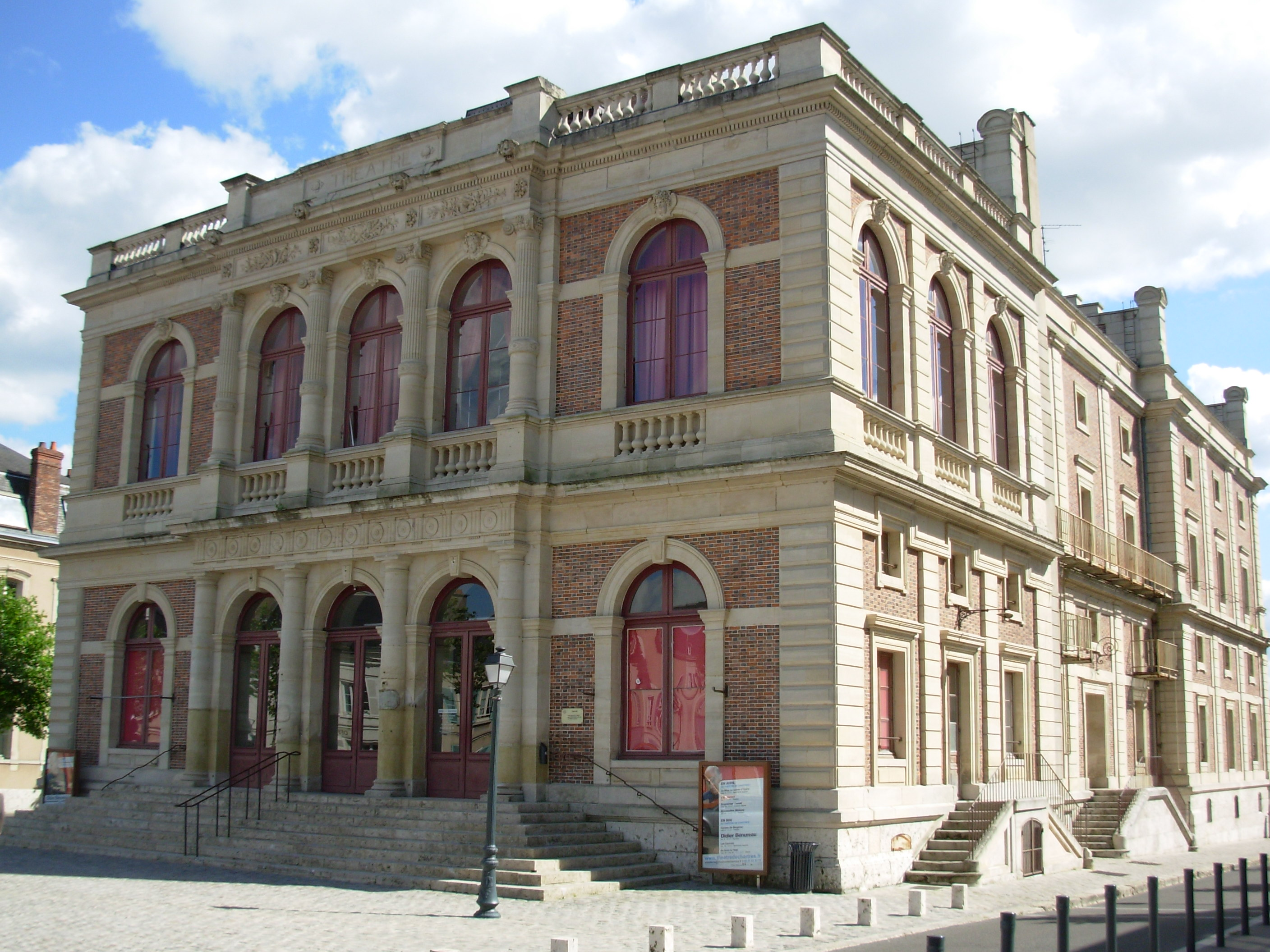
Théâtre municipal de Chartres, 1859-1861.
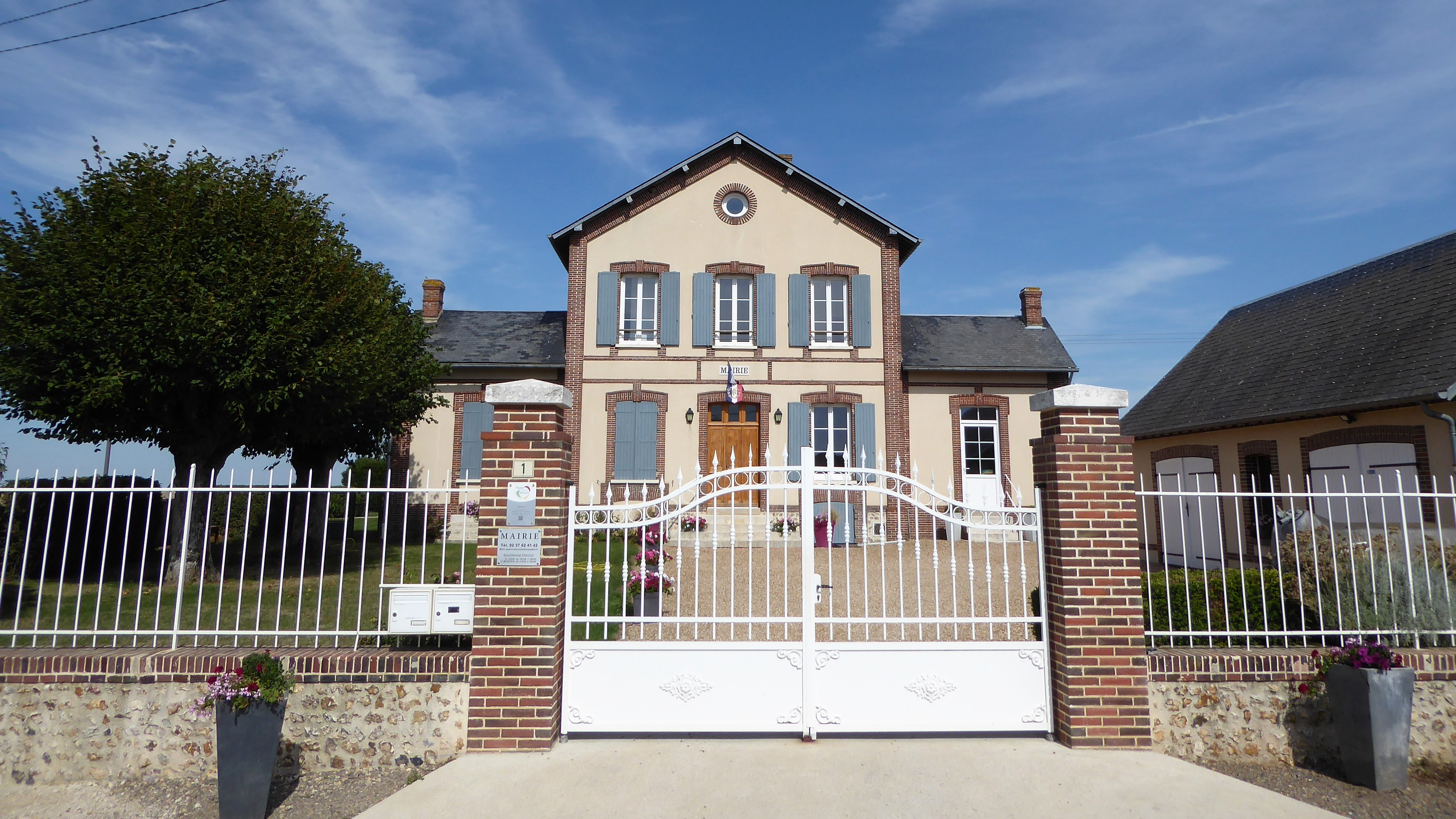
Marie-école de Beauche, 1874-1882.

### Sources
- L'Architecture, n°49, 6 décembre 1902. Article en ligne